# جافري
بلدية جافري (بالإسبانية: Jafre) هي بلدية تقع في مقاطعة جرندة التابعة لمنطقة كتالونيا شمال شرق إسبانيا.

## الديموغرافيا
بلغ عدد سكان بلدية جافري 413 نسمة عام 2011 (وفقاً للمعهد الوطني الإسباني للإحصاء).
| 340 | 332 | 313 | 377 | 403 | 419 | 413 |